# Église Saint-Michel d'Ambleteuse
L'église Saint-Michel est située à Ambleteuse, dans le département français du Pas-de-Calais.

## Histoire
L'église, aux murs fortifiés, renferme notamment une statue représentant saint-Pierre d'Ambleteuse, un des compagnons de saint Augustin ayant fait naufrage sur la localité en 606 au retour d'Angleterre et fêté le 29 décembre [2].